# Jim Milisavljevic
Dragoljub Milisavljevic, plus connu sous le nom de Jim Milisavljevic, né le 15 avril 1951, est un joueur de football international australien (d'origine yougoslave), qui évoluait au poste de gardien de but.

## Biographie

### Carrière en sélection
Retenu par le sélectionneur Ralé Rašić afin de participer à la Coupe du monde 1974 organisée en Allemagne, il ne dispute aucun match lors de cette compétition.